# Kutykularyzacja
Kutykularyzacja – jeden z typów adkrustacji prowadzący do tworzenia na powierzchni nadziemnych organów roślinnych kutykuli. Proces polega na odkładaniu kutyny na zewnętrznej powierzchni ściany komórkowej komórek tworzących skórkę pędu. Następuje w wyniku wydzielania poprzez ściany drobnocząsteczkowego prekursora kutyny, który na powierzchni ulega polimeryzacji prowadzącej do wytworzenia ciągłej warstwy ochronnej. W odróżnieniu od kutynizacji proces tworzenia kutyny następuje na zewnątrz ścian komórkowych. 